# Хотін
Хотін (рос. Хотин) — річка в Україні, у  Дубенському районі Рівненської області. Ліва притока Пляшівки, (басейн Прип'яті).

## Опис
Довжина річки приблизно 8,05 км, найкоротша відстань між витоком і гирлом — 6,11  км, коефіцієнт звивистості річки — 1,32 . Формується багатьма безіменними струмками та загатами. Частково каналізована.

## Розташування
Бере початок на північно-західній околиці села Гоноратка. Тече переважно на північний захід через село Хотин і біля Коритного впадає у річку Пляшівку, праву притоку Стиру.
Населені пункти вздовж берегової смуги: Веселе, Рідків.

## Цікавий факт
У XIX столітті на річці у фільварку Гоноратка та за селом Хотин існувало 2 водяні млини.